# Bruchus bicoloriventris
Bruchus bicoloriventris is een keversoort uit de familie bladkevers (Chrysomelidae). De wetenschappelijke naam van de soort werd in 1935 gepubliceerd door Maurice Pic.